# Шостий елемент (фільм)
«Шостий елемент», досл. «Космічна пародія 2001 року» (англ. 2001: A Space Travesty) — канадсько-німецький фантастичний пародійний комедійний фільм 2000 року режисера Аллана Голдштейна. Головні ролі виконували: Леслі Нільсен, Офелія Вінтер, Пітер Іган, Даміан Мейсон, Перрі Едвардс.

## Сюжет
Поліцейський пристав Дікс отримує чергове завдання, мета якого є не мало не багато — порятунок всієї планети. Річ у тому, що його керівництво підозрює, що в цей час в кріслі президента сидить не він сам, а його клон, і щоби прозондувати ґрунт відносно цього питання, висилає Дікса на Місяць.
Судячи з усього, саме там і базується фабрика, що клонує, і намагається найближчим часом заполонити всю Землю клонами відомих особистостей.

## Ролі
- Леслі Нільсен — Річард (Дік) Членс
- Офелія Вінтер — Кассандра Бондаж
- Еціо Греджо — Капітан Валентіно ді Паскуале
- Пітер Іган[en] — Гріффін Взад
- Деміен Массон — Президент Білл Клінтон
- Пє'р Едвардс — лейтенант Брадфорд Шитз
- Девід Фокс — секретар Скунс
- Сем Стоун — начальник поліції Нелверсон

## Виробництво
У фільмі пародіюються інші фільми, фантастичні штампи, відомі особистості.
Назва пародіює «2001: A Space Odyssey», також обігруються деякі сцени.
Іншопланетяни отримали клон Білла Клінтона, причому сам президент жодного разу не названий на ім'я. Пародіюється Лучано Паваротті.
У кінці фільму Членс з подругою сидять в кафе. Грабіжник погрожує їм «гарматою», а Членс витягує зі штанів величезний пістолет зі словами: «Хіба це гармата? Ось це — гармата!» Сцена обігрує епізод з «Крокодила Данді» з ножем з фронтально-викидним лезом і мисливським ножем типу Bowie.
Фільм відомий як «Шостий елемент», що пародіює назви фільмів «П'ятий елемент» і «6-й день»

## Критика
Рейтинг на IMDb — 3,3/10 на основі 9 233 голосів.